# Roland Trimen
Roland Trimen (Paddington, Londres, 29 de outubro de 1840 — Londres, 25 de julho de 1916 foi um entomologista e naturalista britânico e sul-africano. Foi um especialista em  Lepidopteras sul-africanas.